# Zahsow
Zahsow, niedersorbisch Cazow, ist ein Ortsteil der Gemeinde Kolkwitz im Landkreis Spree-Neiße in Brandenburg. Bis zur Eingemeindung nach Kolkwitz am 1. Juli 1950 war Zahsow eine eigenständige Gemeinde.

## Lage
Zahsow liegt in der Niederlausitz an der Grenze zum Biosphärenreservat Spreewald und gehört zum amtlichen Siedlungsgebiet der Sorben/Wenden. Das Stadtzentrum von Cottbus liegt fünf Kilometer ostsüdöstlich des Dorfes. Umliegende Ortschaften sind Gulben im Norden, die Cottbuser Stadtteile Sielow im Nordosten und Ströbitz im Osten, der Hauptort Kolkwitz im Süden, Dahlitz im Westen und Rabenau im Westen.
Zahsow liegt an der Kreisstraße 7130, die den Ort mit der westlich verlaufenden Landesstraße 50 nach Peitz verbindet. Im Osten grenzt der ehemalige Flugplatz Cottbus-Nord an die Gemarkung.

## Geschichte

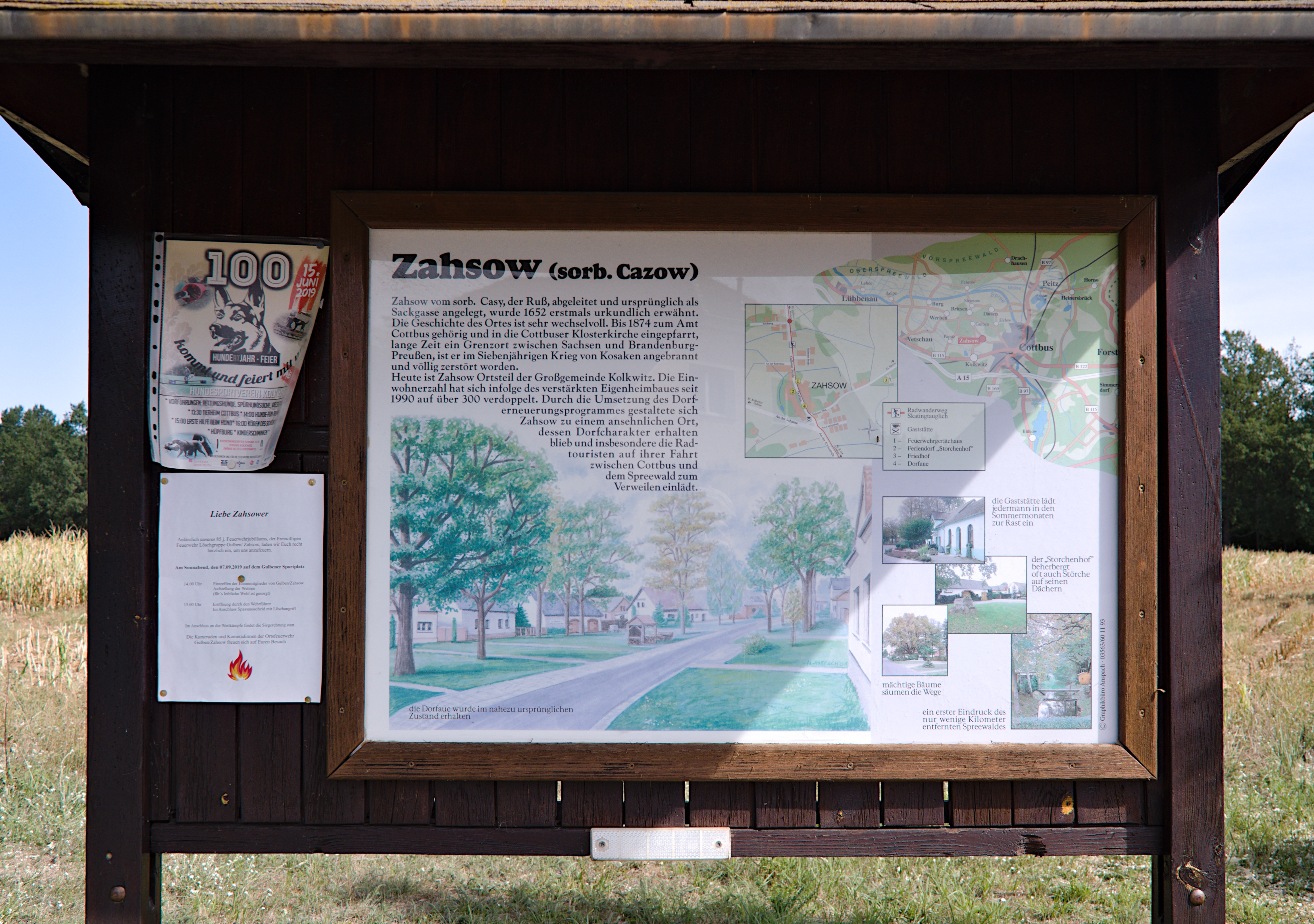
Informationstafel am Teichweg

Der Ursprung von Zahsow liegt in der im Volksmund sogenannten Zahsower Schanze, einer Burgwallanlage. Der Ort war schon in der Steinzeit besiedelt, wovon Ausgrabungsfunde zeugen. Der Ortsname, über den es mehrere Deutungsmöglichkeiten gibt, ist wahrscheinlich vom sorbischen Wort caze für „Ruß“ abgeleitet und könnte Siedlung der Rußbuttermacher bedeuten.
Zahsow wurde als Sackgassendorf angelegt, die erste urkundliche Erwähnung erfolgte im Jahr 1652. Zu diesem Zeitpunkt hatte Zahsow 60 Einwohner, darunter fünf Hüfner und zwei Gärtner sowie vier Untertanen des Valtin Nicoll von Panwizen von Klein Oßnig. Der Großteil der Bevölkerung lebte von der Landwirtschaft, insgesamt hatte das Dorf 24 Pferde sowie 73 Stück Großvieh.
Von Mitte des 16. Jahrhunderts an gehörte Zahsow bis 1874 zum Amt Cottbus und war in die Klosterkirche Cottbus eingepfarrt. Der Ort gehörte zur preußischen Herrschaft Cottbus, bis zum Wiener Kongress führte die Grenze zwischen Preußen und Sachsen nordwestlich und östlich an Zahsow vorbei. Am 13. September 1759 wurde Zahsow während des Siebenjährigen Krieges von den Kosaken in Brand gesetzt und brannte vollständig nieder. Die damals 78 Einwohner kamen notdürftig in den Nachbarorten unter, da Preußen nur wenig finanzielle Hilfe zum Wiederaufbau des Dorfes leisten konnte. 1760 war der größte Teil Zahsows wieder errichtet.
In den Jahren 1869 und 1870 wurde in Zahsow eine Schule errichtet. 1915 wurde östlich des Ortes der Flugplatz Cottbus-Nord gebaut, weswegen viele Bauern ihr Land abtreten mussten. Während des Zweiten Weltkrieges gab es am 20. und 21. April 1945 Kämpfe zwischen deutschen Verteidigern und der Sowjetarmee, in deren Ausgang Zahsow von sowjetischen Truppen erobert wurde. Bei den Kämpfen kamen zehn deutsche Soldaten ums Leben. Die Schule in Zahsow wurde 1946 geschlossen, die Kinder mussten daraufhin zunächst die Schule in Gulben sowie nach deren Schließung 1950 die Schule in Kolkwitz besuchten.
Zum 1. Juli 1950 erfolgte die Eingemeindung der Gemeinde nach Kolkwitz. Am 25. Juli 1952 wurde die Zahsow als Teil der Gemeinde Kolkwitz dem neu gebildeten Kreis Cottbus-Land im Bezirk Cottbus zugeordnet. Während der DDR-Zeit schlossen sich die Zahsower Bauern 1958 zur LPG „Neues Deutschland“ zusammen. 1960 mussten alle Bauern der LPG beitreten. 1970 wurde die Verbindungsstraße durch Zahsow nach Ströbitz in Asphalt ausgeführt. Nach der Wiedervereinigung lag Zahsow im Landkreis Cottbus in Brandenburg. Nach der Kreisreform in Brandenburg am 6. Dezember 1993 kam Zahsow schließlich zum neu gebildeten Landkreis Spree-Neiße.

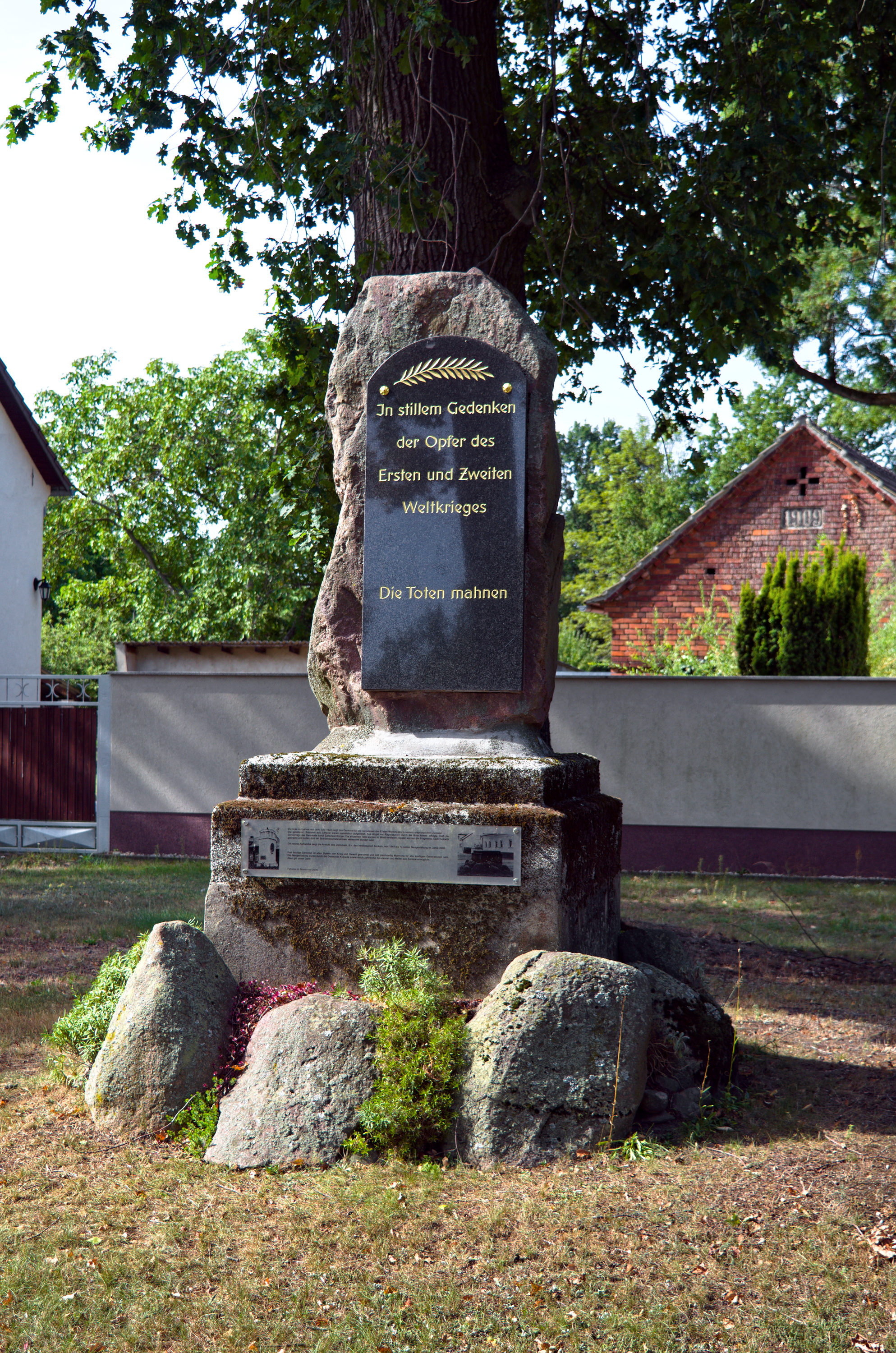
Gefallenendenkmal in Zahsow

In den 1990er Jahren gab es einen starken Zuzug nach Zahsow, wodurch ein Neubaugebiet entstand. Die Einwohnerzahl verdoppelte sich bis 1996 auf 320 Einwohner. Seit dem 1. September 2006 hat Zahsow ein Kriegerdenkmal, nachdem das alte 1945 aus Angst vor Repressalien abgebaut worden war. Am 17. August 2012 wurde ein neuer Spielplatz neben dem Gemeindehaus eingeweiht.

## Bevölkerungsentwicklung
| Jahr | Einwohner |
| ---- | --------- |
| 1875 | 178       |

| Jahr | Einwohner |
| ---- | --------- |
| 1890 | 169       |

| Jahr | Einwohner |
| ---- | --------- |
| 1910 | 174       |

| Jahr | Einwohner |
| ---- | --------- |
| 1925 | 189       |

| Jahr | Einwohner |
| ---- | --------- |
| 1933 | 197       |

| Jahr | Einwohner |
| ---- | --------- |
| 1939 | 198       |

| Jahr | Einwohner |
| ---- | --------- |
| 1946 | 199       |

Gebietsstand des jeweiligen Jahres
Für seine Statistik über die sorbische Bevölkerung in der Lausitz ermittelte Arnošt Muka in den achtziger Jahren des 19. Jahrhunderts für Zahsow eine Bevölkerungszahl von 185 Einwohnern, die ausnahmslos Sorben waren. Der Sprachwechsel zum Deutschen erfolgte wesentlich in der ersten Hälfte des 20. Jahrhunderts.

## Ortsvorsteher
In Zahsow wird ein Ortsbeirat bestehend aus drei Mitgliedern gewählt. Seit den Kommunalwahlen in Brandenburg am 26. Mai 2019 ist Sören Heyn Ortsvorsteher in Zahsow. Seine Amtsvorgänger waren Edgar Billeb (1980–1987), Bernd Starick (1987–1999) und Martin Wehlan (1999–2019).

## Persönlichkeiten

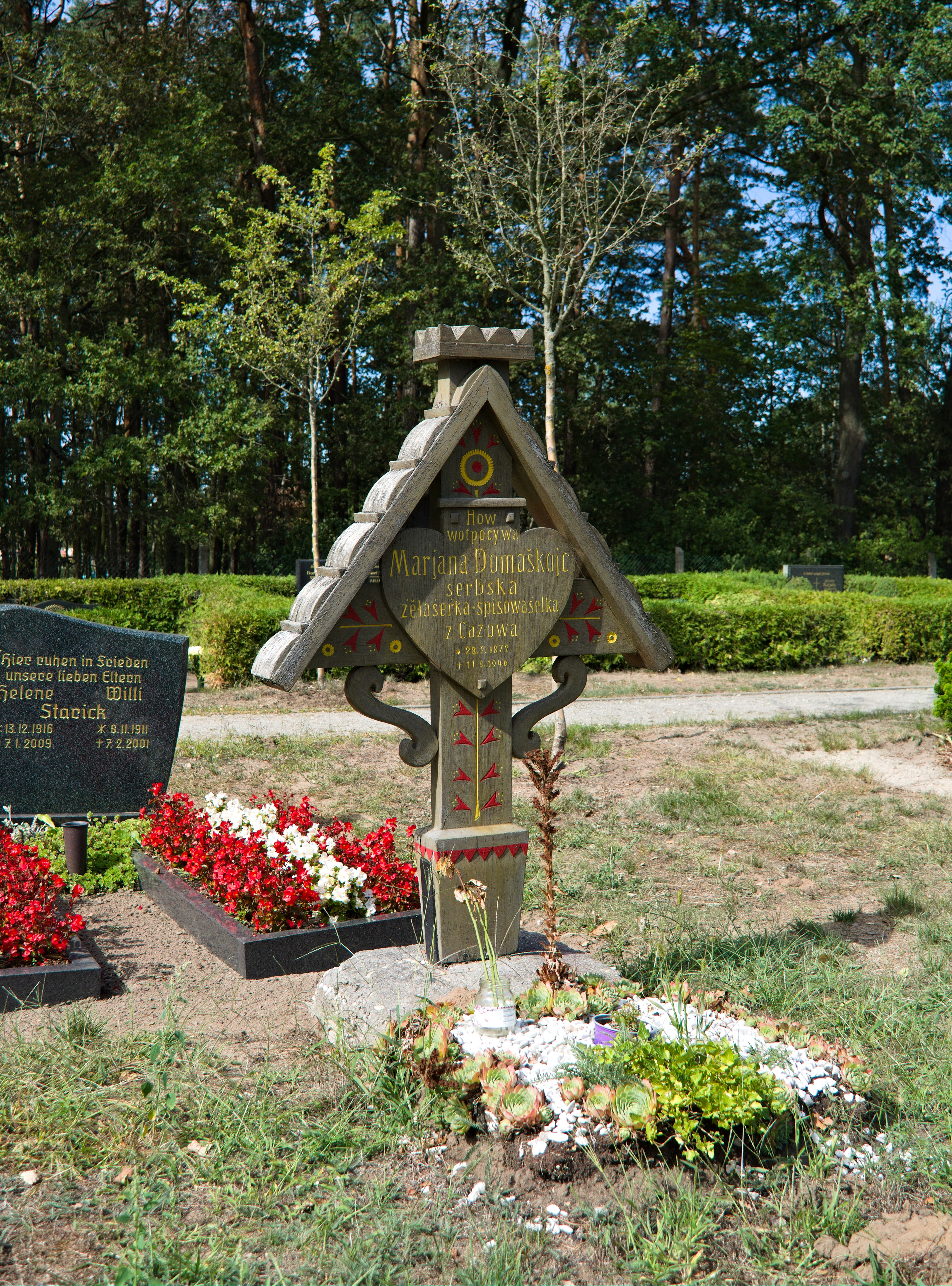
Grabstätte von Marjana Domaškojc auf dem Zahsower Friedhof

- Marjana Domaškojc (1872–1946), niedersorbische Dichterin und Schriftstellerin; geboren und begraben in Zahsow

## Nachweise
1. ↑  Gemeinde- und Ortsteilverzeichnis des Landes Brandenburg. Landesvermessung und Geobasisinformation Brandenburg (LGB), abgerufen am 21. Oktober 2020.
2. ↑  Ernst Eichler: Die Ortsnamen der Niederlausitz. Domowina-Verlag, Bautzen 1975, S. 121.
3. 1 2 3 4 5  Zur Geschichte des Ortes. In: zahsow.de. Abgerufen am 16. November 2022.
4. ↑  Rudolf Lehmann (Hrsg.): Historisches Ortslexikon für die Niederlausitz. Band 2: Die Kreise Cottbus, Guben, Spremberg und Sorau. Verlag Klaus-D. Becker, Potsdam 2011, ISBN 978-3-941919-90-7, S. 115.
5. ↑  Zahsow. Gemeinde Kolkwitz, abgerufen am 16. November 2022.
6. ↑  Zahsow, Cazow im Geschichtlichen Ortsverzeichnis des Vereins für Computergenealogie, abgerufen am 16. November 2022.
7. ↑  Historisches Gemeindeverzeichnis des Landes Brandenburg 1875 bis 2005. (PDF; 331 kB) Landkreis Spree-Neiße. Landesbetrieb für Datenverarbeitung und Statistik Land Brandenburg, Dezember 2006, abgerufen am 18. Juni 2017.
8. ↑  Ernst Tschernik: Die Entwicklung der sorbischen Bevölkerung. Akademie-Verlag, Berlin 1954.